# Lev Svetek
Lev (Leo) Svetek, slovenski pravnik in publicist * 15. februar 1914, Logatec, † 24. januar 2005, Sežana
Leta 1938 je končal PF z doktoratom, nato delal v sodstvu, 1943-45 v partizanski sodni službi. Lev Svetek je po letu 1946 predaval delovno pravo na Pravni fakulteti v Ljubljani, dokler pa je bil 20. februarja 1949 odstranjen s fakultete kot informbirojevec. Po letu 1950 je najprej delal v miniostrstvu za delo, nato od 1953 do upokojitve 1984 v Skupnosti pokojninskega in invalidskega zavarovanja; do 1994 je bil tudi sodnik Sodišča združenega dela za pokojninsko in invalidsko zavarovanje v Ljubljani. Uveljavil se je kot strokovnjak za delovno pravo in socialno varnost, še posebej na področju meddržavnega urejanja socialnega zavarovanja (Pravice in dolžnosti: socialna in ekonomskla varnost naših delavcev na tujem, 1985). V partizanskem tisku je objavil več pesmi in reportaž; je avtor besedila pesmi Vstala Primorska.